# Кочарі
Кочарі (словен. Kočarji) — поселення в общині Кочев'є, регіон Південно-Східна Словенія, Словенія. Висота над рівнем моря: 496,4 м.